# De Hoop (Wieringerwaard)
Korenmolen De Hoop is een achtkante houten grondzeiler met een binnenkruiwerk in Wieringerwaard, in de Nederlandse gemeente Hollands Kroon.
De molen is in 1742 gebouwd als westelijke strijkmolen voor de Wieringerwaard. Na de bouw van een stoomgemaal in 1871 werd de molen overbodig. In 1872 werd de molen verkocht aan C. Posch, die hem tot korenmolen verbouwde. De molen bleef echter op zijn plaats (dit was een voorwaarde in het contract). In oktober 1916 werden as en roeden gekocht van een omstreeks 1915 gesloopte molen van de Bovenkerkerpolder te Nieuwer-Amstel(Amstelveen). De molen bleef tot ca. 1920 in bedrijf, waarna een dieselmotor het werk volledig overnam. De Hoop werd alleen nog gebruikt als onderkomen voor de mechanische maalderij en raakte langzaam in verval. In 1961 werd het binnenwerk geheel uit de molen gesloopt. De molen werd verkocht aan de polder Wieringerwaard. Deze heeft de molen in 1979 overgedragen aan de toenmalige gemeente Barsingerhorn.

## Restauraties
De eerste restauratie werd in 1964 uitgevoerd. Hierbij is De Hoop weer draaivaardig gemaakt. In de jaren 70 van de 20e eeuw is de molen verder uitwendig gerestaureerd en opnieuw draaivaardig gemaakt. Later is een nieuw binnenwerk aangebracht, waarmee de molen maalvaardig werd.
Van 1916 tot 1964 draaide de molen met een gevlucht met zelfzwichting op de buitenroe en bediening middels de doorboorde bovenas. Bij de restauratie in 1964 is dit systeem vervangen door fokwieken met remkleppen systeem Fauël. In 1995 zijn er nieuwe roeden gestoken. Op 23 januari 2007 werd geconstateerd dat de as was gebroken, vermoedelijk door een zware storm die op 18 januari woedde. Het wiekenkruis was blijven hangen en kon naar beneden worden getakeld. In juli 2008 is de bovenas van De Hoop in opdracht van de voormalige gemeente Anna Paulowna vervangen door een nieuw exemplaar en zijn de fokwieken vervangen door een Oud-Hollands gevlucht.

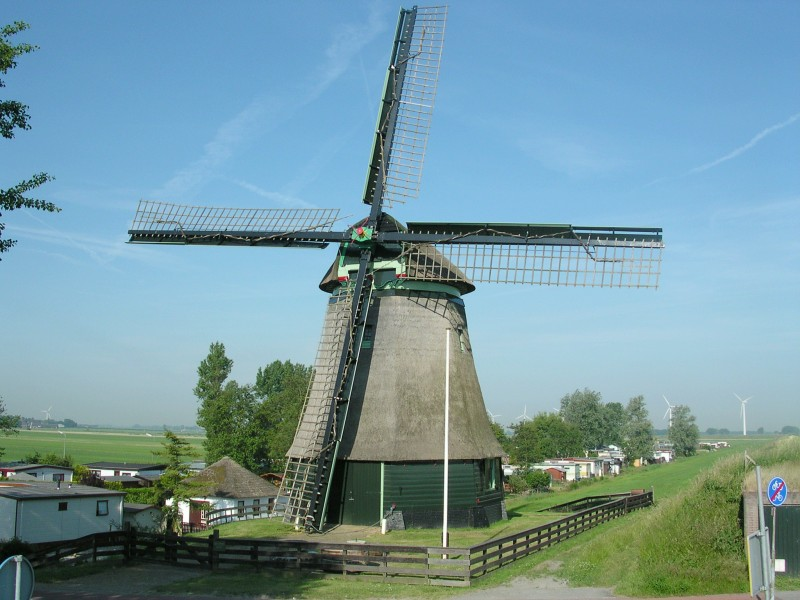
De molen met de oude wieken volgens systeem Fauël

Sinds mei 2017 heeft de molen een eigen website.